# Фундаментальная плоскость (эллиптические галактики)
Фундамента́льная пло́скость — множество двумерных корреляционных соотношений, связывающих некоторые свойства нормальных эллиптических галактик, такие как радиус, светимость, масса, дисперсия скоростей, металличность, поверхностная яркость, цвет, плотность (светимости, массы, фазовая плотность), и, в меньшей степени, вид радиальных профилей поверхностной яркости. Обычно фундаментальную плоскость выражают в виде соотношения между эффективным радиусом, средней поверхностной яркостью и центральной дисперсией скорости. Каждый из трёх данных параметров можно определить по известным значениям двух остальных параметров; в трёхмерном пространстве данные параметры образуют плоскость.
Многие характеристики галактик взаимосвязаны. Например, можно ожидать, что галактика с большей светимостью будет обладать большим эффективным радиусом. Наличие корреляции между параметрами позволяет по характеристике, получаемой из наблюдений без применения предположений о расстоянии до галактики (такой как центральная дисперсия скорости, оцениваемая по ширине спектральных линий), оценить светимость, которая напрямую определяется только в случае известного расстояния до галактики. Определённая подобным образом светимость в сочетании с измеренной видимой звёздной величиной позволяет оценить расстояние до галактики.

## Корреляции
Для эллиптических галактик были эмпирически получены следующие зависимости :
- более крупные галактики обладают меньшей эффективной поверхностной яркостью (Gudehus, 1973)[1]: {\displaystyle R_{e}\propto \langle I\rangle _{e}^{-0{,}83\pm 0{,}08},} (Djorgovski & Davis 1987)[2], где {\displaystyle R_{e}} — эффективный радиус, {\displaystyle \langle I\rangle _{e}} — средняя поверхностная яркость внутри {\displaystyle R_{e}};
- поскольку {\displaystyle L_{e}=\pi \langle I\rangle _{e}R_{e}^{2},} то предыдущее соотношение можно переписать в виде {\displaystyle L_{e}\propto \langle I\rangle _{e}\langle I\rangle _{e}^{-1{,}66}.} Следовательно, {\displaystyle \langle I\rangle _{e}\sim L^{-3/2},} то есть галактики с большей светимостью обладают меньшей поверхностной яркостью;
- галактики с большей светимостью обладают большей центральной дисперсией скорости. Данное соотношение называется соотношением Фабер — Джексона: {\displaystyle L_{e}\sim \sigma _{o}^{4}}. Оно аналогично зависимости Талли — Фишера для спиральных галактик;
- поскольку центральная дисперсия скоростей пропорциональна светимости, а светимость пропорциональна эффективному радиусу, то центральная дисперсия скоростей пропорциональна эффективному радиусу.

Связь параметров {\displaystyle R_{e}}, {\displaystyle \langle I\rangle _{e}} и {\displaystyle \sigma _{o}} имеет вид
{\displaystyle \log R_{e}=0{,}36\,(\langle I\rangle _{e}/\mu _{B})+1{,}4\,\log \sigma _{o}.}
Измерив поверхностную яркость и дисперсию скоростей (обе величины не зависят от предположений о расстоянии до галактики), можно определить эффективный радиус галактики. Измерение углового размера галактики в таком случае позволит оценить расстояние до галактики.
Dressler и коллеги (1987) получили соотношение для дисперсии скорости ({\displaystyle \sigma _{o}}) и диаметра, внутри которого средняя поверхностная яркость составляет {\displaystyle 20{,}75\mu _{B}}:
{\displaystyle {\frac {D_{n}}{\text{kpc}}}=2{,}05\,\left({\frac {\sigma }{100\,{\text{km}}/{\text{s}}}}\right)^{1{,}33}.}
Разброс данного соотношения для различных галактик составляет 15 %.
Диффузные карликовые эллиптические галактики не лежат на фундаментальной плоскости, как показал Kormendy (1987). Gudehus (1991) определил, что галактики ярче {\displaystyle M_{V}=-23{,}04} лежат на одной плоскости, более слабые лежат на другой плоскости, наклонённой примерно на 11 градусов относительно первой.